# Chrysiridia
Chrysiridia é um gênero, proposto por Jakob Hübner em 1823, de mariposas diurnas do leste da região afro-tropical e pertencentes à família Uraniidae.

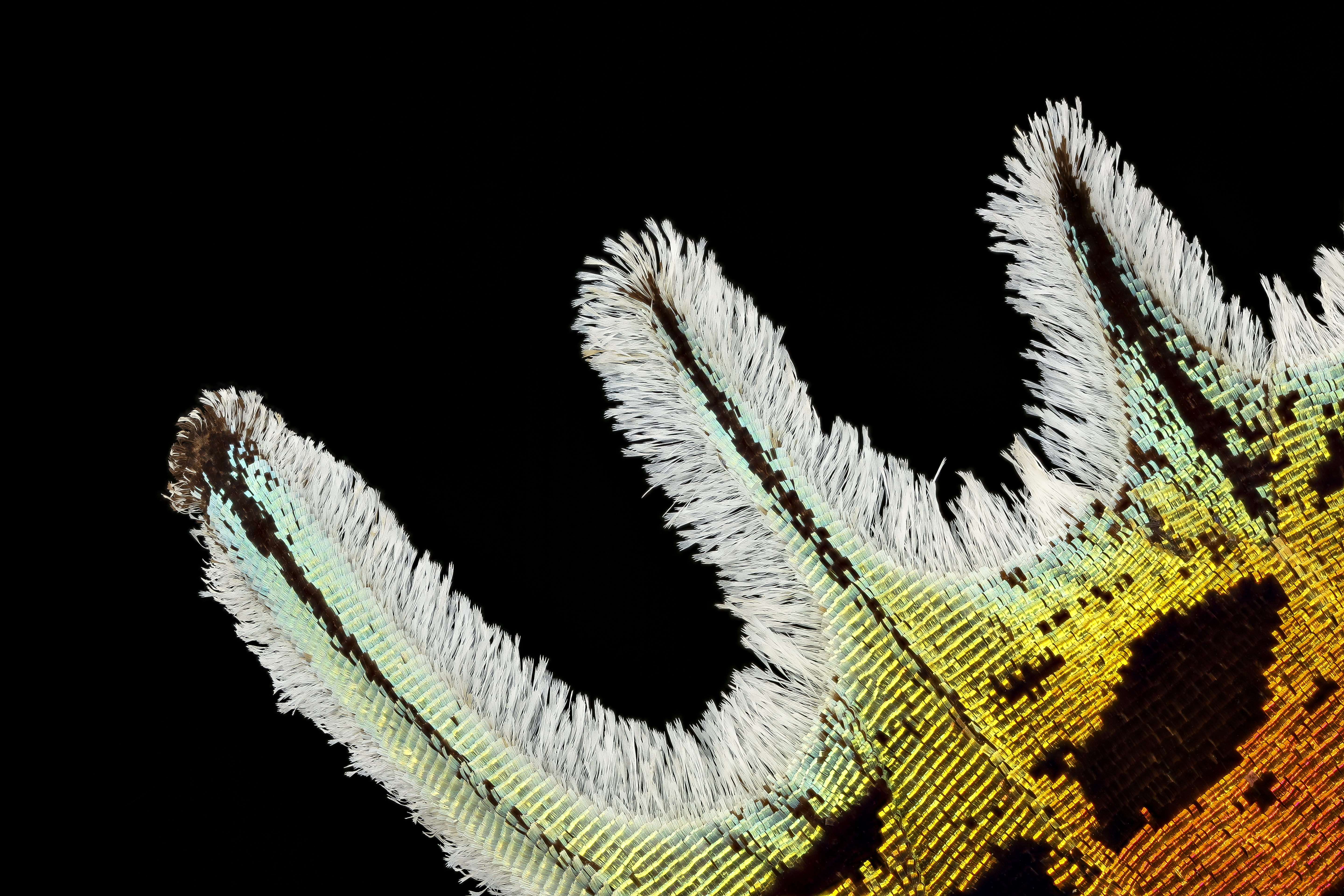
Detalhe da asa posterior de C. rhipheus e sua cauda tripla.
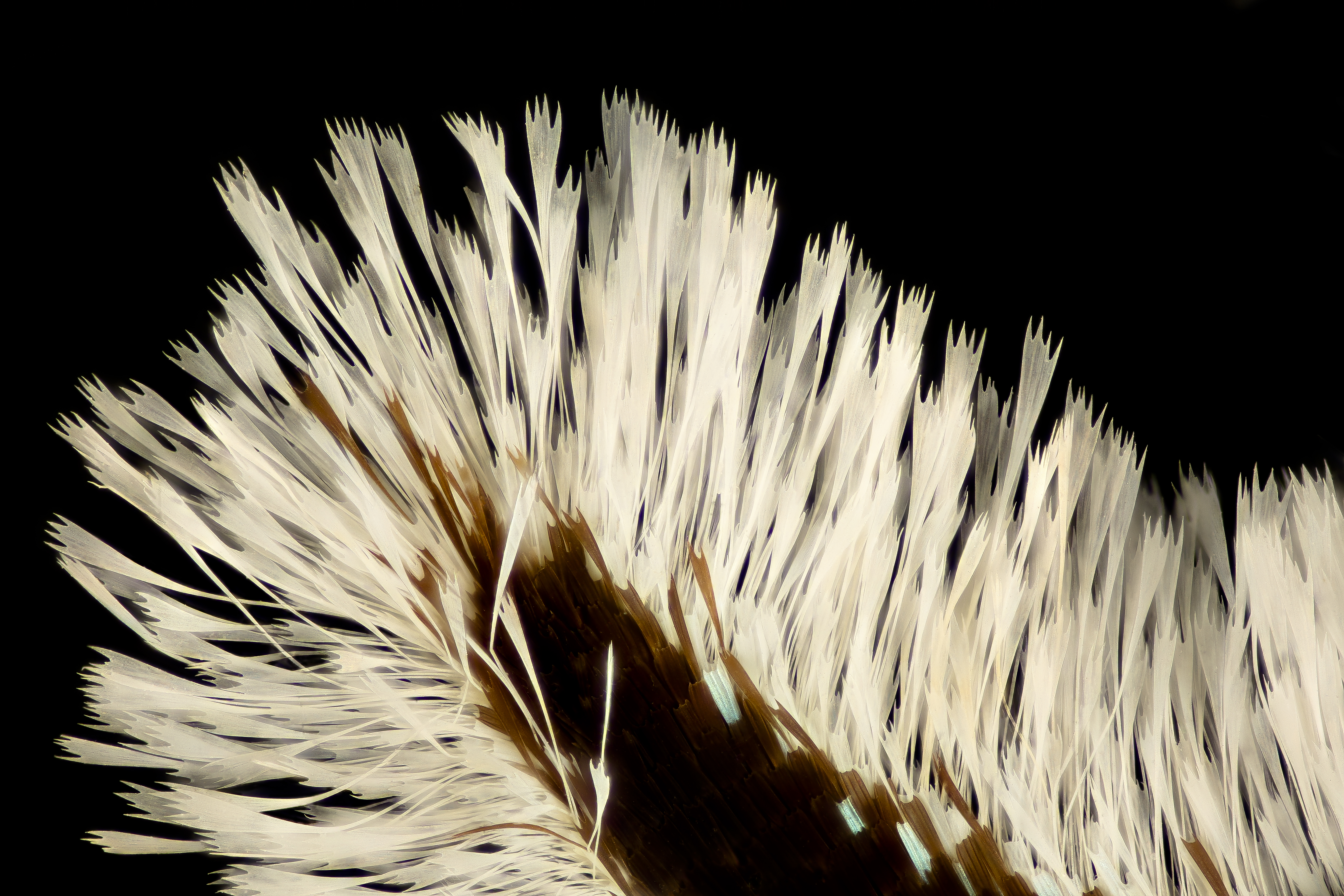
Imagem ampliada da borda da asa posterior de C. rhipheus.

## Espécies e distribuição
- Chrysiridia rhipheus Drury, 1773 - Nativa de Madagáscar.[1]
- Chrysiridia croesus Gerstaecker, 1871 - Nativa de Zanzibar[1], Tanzânia, Quénia, Zimbabwe e Moçambique.[2]
- Chrysiridia prometheus Drapiez, 1819 - Espécie descrita como coletada na ilha de Santa Helena, no Atlântico Sul[1]; já constatada como falsa há mais de 100 anos e com nenhuma autoridade recente a reconhecendo como válida.[carece de fontes?]